# Simploche
La simploche (dal greco συμπλοκή (symplokē), "intreccio"), indicata anche con vari calchi latini dal greco (complexio, conexio, conexum, communio), è una figura retorica che combina anafora ed epifora, ripetendo parole o gruppi di parole sia all'inizio sia alla fine di ogni frase di una serie.
Di seguito alcuni esempi:
Quis eos postulavit? Appius; quis produxit? Appius.
Guàrdate da lodorato, lo qual ène sciordenato, / ca 'l Segnor lo t'ha vetato / guarda! / Guàrdate dal toccamento, lo qual a Deo è spiacemento, / al tuo corpo è strugimento / guarda! (Jacopone da Todi, Laudi, VI, 10-13.)
ecco apparir Gierusalem si vede, / ecco additar Gierusalem si scorge, / ecco da mille voci unitamente / Gierusalemme salutar si sente. (Torquato Tasso, Gerusalemme Liberata, III, 3, vv. 5-8.)
Così riassume Mortara Garavelli: “Anafora, epifora e simploche sono figure del parallelismo, che è la collocazione ‘in parallelo’ di suoni, di parole, di forme grammaticali, di strutture sintattiche, di cadenze ritmiche: dei componenti, insomma, del discorso a tutti i livelli della sua organizzazione”. 